# Михайловка (Актанышский район)
 Михайловка  — поселок в Актанышском районе Татарстана. Входит в состав Аккузовского сельского поселения.

## География
Находится в восточной части Татарстана на расстоянии приблизительно 17 км по прямой на юг-юго-запад от районного центра села Актаныш у речки Терпеля.

## История
Основан во второй половине XIX века, упоминался также как Новая Михайловка.

## Население
Постоянных жителей было: в 1897 — 63, в 1906—115, в 1913—131, в 1920—145, в 1926—156, в 1938—151, в 1949—142, в 1958 — 72, в 1970—208, в 1979—119, в 1989 — 67, в 2002 − 70 (татары 90 %), 77 в 2010.